# Argyreia collinsae
Argyreia collinsae är en vindeväxtart som först beskrevs av William Grant Craib, och fick sitt nu gällande namn av Na Songkhla och Traiperm. Argyreia collinsae ingår i släktet Argyreia och familjen vindeväxter. Inga underarter finns listade i Catalogue of Life.